# Loi de Sutherland
La loi de Sutherland exprime la viscosité d'un gaz en fonction de la température en utilisant un potentiel interatomique particulier introduit par William Sutherland, qui souhaitait une expression plus réaliste que celle obtenue à partir du potentiel des sphères élastiques infiniment dures.

## Potentiel de Sutherland
Le potentiel utilisé, dit potentiel de Sutherland, prolonge celui des sphères dures par un terme en {\displaystyle r^{-\gamma }} au-delà du rayon {\displaystyle r} de non-pénétration {\displaystyle \sigma } :
{\displaystyle E_{\mathrm {p} }=\left\{{\begin{array}{cl}\infty &\mathrm {si} \quad r\leq \sigma \\-\varepsilon \,\left({\dfrac {\sigma }{r}}\right)^{\gamma }&\mathrm {si} \quad r>\sigma \end{array}}\right.}
où {\displaystyle \varepsilon } est la valeur attractive maximale du potentiel.
La viscosité dynamique obtenue s'écrit :
{\displaystyle \eta ={\frac {\eta _{0}}{1+{\frac {S}{T}}}}\,,\quad \eta _{0}={\frac {5}{16}}\left({\frac {k_{\mathrm {B} }}{\pi N_{\mathrm {A} }}}\right)^{\frac {1}{2}}{\frac {(MT)^{\frac {1}{2}}}{\sigma ^{2}}}\,,\quad S=f(\gamma ){\frac {\varepsilon }{k_{\mathrm {B} }}}}
où {\displaystyle \eta _{0}} est la viscosité obtenue avec un modèle de sphères dures ({\displaystyle M} est la masse molaire) et {\displaystyle f(\gamma )} un coefficient calculable numériquement. Pour {\displaystyle \gamma =6} (valeur typique pour un potentiel physiquement réaliste), {\displaystyle f(\gamma )=} 0,1667.

## Loi de Sutherland
L'expression précédente est à l'origine de la loi de Sutherland, une formule semi-empirique pour exprimer la viscosité dynamique d'un fluide :
{\displaystyle \eta (T)\approx \eta (T_{\mathrm {ref} })\,\left({\frac {T}{T_{\mathrm {ref} }}}\right)^{\!3/2}\,{\frac {T_{\mathrm {ref} }+S}{T+S}}}
{\displaystyle T_{\mathrm {ref} }} est une température de référence, généralement 273,15 K, et {\displaystyle S} une constante numérique qui dépend du gaz considéré. Cette expression se déduit de la précédente en remplaçant {\displaystyle T^{\frac {1}{2}}} par {\displaystyle T^{\frac {3}{2}}}.
Pour l'air par exemple, on prend {\displaystyle S} = 110,4 K et {\displaystyle \eta (T_{\mathrm {ref} })} = 1,715 × 10−5 Pa s, ce qui donne une bonne approximation sur une plage de température de l'ordre de 170 à 1 500 K environ.